# Rosa Castillo Santiago
Rosa Castillo Santiago (Guachinango 24 de marzo de 1905 – 13 de febrero de 1989) fue una escultora mexicana y forma parte de las fundadoras del Salón de la Plástica Mexicana.

## Vida
Nació al inicio de la Revolución Mexicana, hija de Trinidad Castillo y Raymunda Santiago. crece yendo a la escuela y ayudando a su madre con las tareas domésticas tales como, moler el maíz para hacer tortillas y cortar leña.  Gracias a la lejanía del pueblo, tuvo protección en cierta medida de los cambios trascendentales que se produjeron a causa de la Revolución Mexicana.  Desde pequeña quería más de la vida que la de las mujeres rurales tradicionales, mirando más allá de las montañas que rodean su ciudad natal. Comenzó a crear pequeñas figuras de arcilla, una indicación temprana de su talento para la escultura. En ese momento, la única manera de que una mujer se mudara fuera de casa era casarse, y así lo hizo. Ella dio a luz a una hija, Socorro, pero poco después murió su esposo. A raíz de esto, se mudó a la Ciudad de México con su hija, y su madre en 1940. Sin embargo, no fue fácil. Le resultó difícil adaptarse a la vida caótica de la  ciudad, sin embargo se quedó para estudiar,  trabajar y  criar a su hijo. Al principio trabajaba largas horas como costurera en una fábrica, dejando a su hija con una niñera. Inicialmente fue a la escuela nocturna, pero pronto la abandonó. Después de un período de incertidumbre, descubrió la Escuela Nacional de Pintura, Escultura y Grabado "La Esmeralda" en 1944 y se sintió atraída por el medio ambiente y las herramientas del comercio de los artistas. Su trabajo durante este tiempo consistió principalmente en pequeñas figuras de barro y las de madera y piedra. Sus profesores incluyen a Federico Cantú, Alfredo Zalce, Feliciano Peña, Jesús Guerrero Galván, Carlos Orozco Romero, todos en pintura y dibujo. En la escultura, sus profesores incluyeron a José L. Ruíz, Luis Ortiz Monasterio y Francisco Zúñiga.